# اچ‌ام‌اس هیدرا (ای۱۴۴)
اچ‌ام‌اس هیدرا (ای۱۴۴) (به انگلیسی: HMS Hydra (A144)) یک کشتی است که طول آن ۷۹ متر (۲۵۹ فوت ۲ اینچ) می‌باشد. این کشتی در سال ۱۹۶۵ ساخته شد.